# Campeonato Sudamericano de Baloncesto de 1953
El Campeonato Sudamericano de Baloncesto de 1953 corresponde a la XV edición del torneo regional. Disputado en Montevideo, Uruguay entre los días 4 y 19 de abril. Fue ganado por el anfitrión, la selección de baloncesto de Uruguay. Un récord de siete equipos nacionales compitieron. Fue el primero en seguir al primer Campeonato Mundial en 1950.

## Resultados
Cada equipo jugó contra los otros seis equipos una vez, para un total de seis juegos jugados por cada equipo y 21 en general en la ronda preliminar. El triple empate entre Chile, Perú y Paraguay fue disuelto por un subgrupo; cada uno estaba 1-1 contra los otros equaipos en ese subgrupo. Los diferenciales de puntos dentro del grupo le dieron a Chile el primer lugar con +5, Paraguay tenía +4 y Perú tenía -9. Esto se debió principalmente a la victoria relativamente grande de Chile sobre Perú, mientras que los otros dos juegos (Perú-Paraguay y Chile-Paraguay) habían sido mucho más igualados.
| Rango | Equipo   | puntos | W | L | FP  | Pensilvania | diferencia |
| ----- | -------- | ------ | - | - | --- | ----------- | ---------- |
| 1     | Uruguay  | 12     | 6 | 0 | 309 | 200         | +109       |
| 2     | Brasil   | 11     | 5 | 1 | 274 | 222         | +52        |
| 3     | Chile    | 9      | 3 | 3 | 269 | 282         | -13        |
| 4     | Paraguay | 9      | 3 | 3 | 287 | 284         | +3         |
| 5     | Perú     | 9      | 3 | 3 | 235 | 237         | -2         |
| 6     | Ecuador  | 7      | 1 | 5 | 259 | 310         | -51        |
| 7     | Colombia | 6      | 0 | 6 | 241 | 339         | -98        |

| Uruguay  | 48 - 32 | Brasil   |
| Uruguay  | 52 - 36 | Chile    |
| Uruguay  | 62 - 45 | Paraguay |
| Uruguay  | 22 - 20 | Perú     |
| Uruguay  | 58 - 34 | Ecuador  |
| Uruguay  | 67 - 33 | Colombia |
| Brasil   | 51 - 40 | Chile    |
| Brasil   | 40 - 37 | Paraguay |
| Brasil   | 31 - 15 | Perú     |
| Brasil   | 51 - 37 | Ecuador  |
| Brasil   | 69 - 45 | Colombia |
| Chile    | 40 - 46 | Paraguay |
| Chile    | 56 - 45 | Perú     |
| Chile    | 52 - 47 | Ecuador  |
| Chile    | 45 - 41 | Colombia |
| Paraguay | 51 - 53 | Perú     |
| Paraguay | 57 - 43 | Ecuador  |
| Paraguay | 51 - 46 | Colombia |
| Perú     | 50 - 43 | Ecuador  |
| Perú     | 52 - 34 | Colombia |
| Ecuador  | 55 - 42 | Colombia |